# Negros occidental
Le Negros occidental est une province des Philippines, située sur l'île de Negros.

## Villes et municipalités

### Municipalités
- Binalbagan
- Calatrava
- Candoni
- Cauayan
- Enrique B. Magalona
- Hinigaran
- Hinoba-an
- Ilog
- Isabela
- La Castellana
- Manapla
- Moises Padilla
- Murcia
- Pontevedra
- Pulupandan
- Salvador Benedicto
- San Enrique
- Toboso
- Valladolid

### Villes

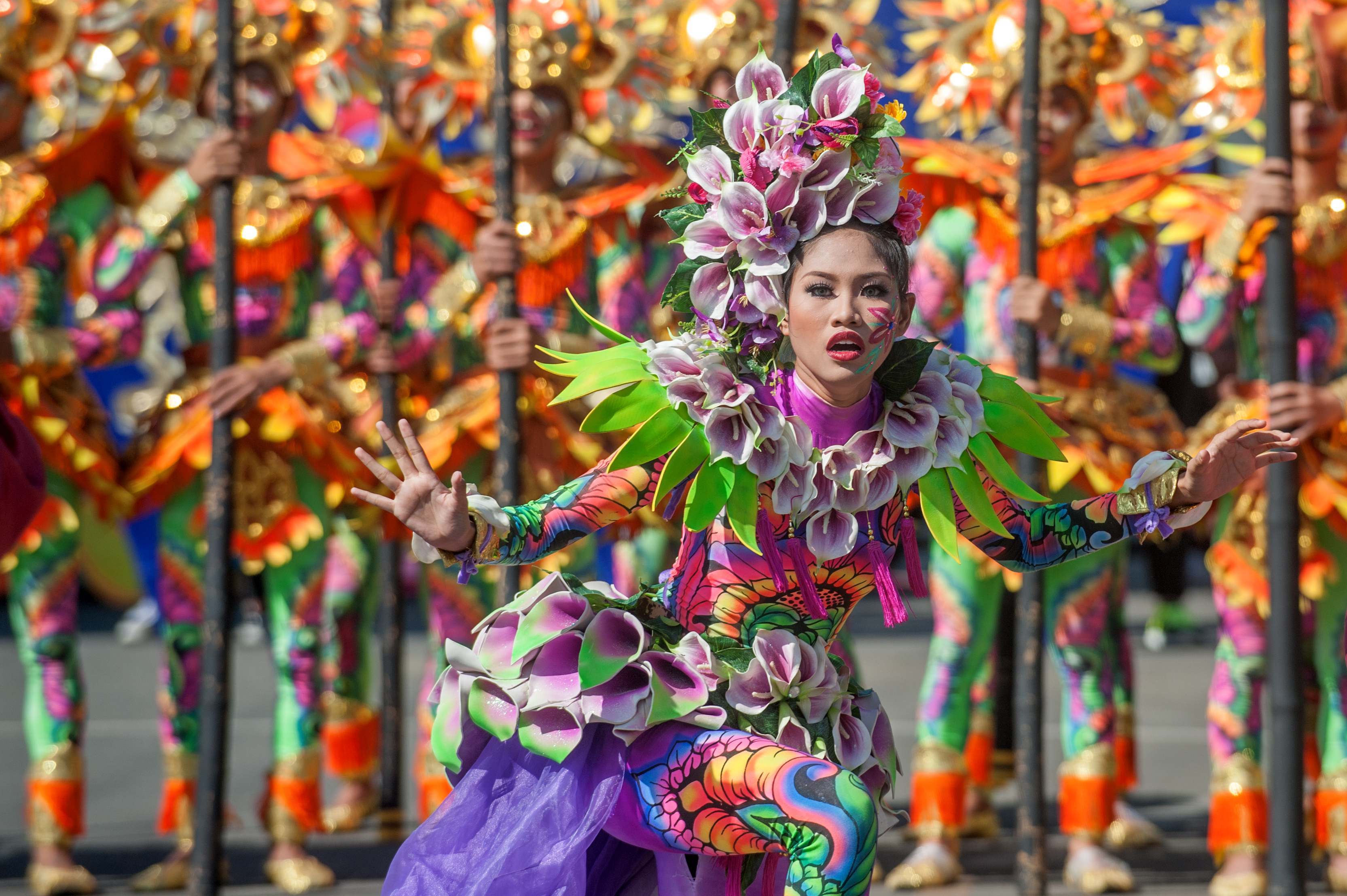
Le festival des fleurs de San Carlos associe tatouage, fleurs et danse.

- Bacolod
- Bago
- Cadiz
- Escalante
- Himamaylan
- Kabankalan
- La Carlota
- Sagay
- San Carlos
- Silay
- Sipalay
- Talisay
- Victorias